# Historiestukken van Shakespeare
In de First Folio van 1623 werden de toneelstukken van William Shakespeare gegroepeerd in drie categorieën: 'comedies', 'histories' en 'tragedies'. Deze categorisering is zowat standaard geworden, hoewel sommige critici hebben gepleit voor een vierde categorie, de romances. De historische stukken of historiestukken waren die stukken die gebaseerd waren op het het leven van Engelse koningen. De stukken die oudere historische figuren zoals Pericles, Prince of Tyre, Julius Caesar, en de legendarische King Lear afbeeldden werden niet opgenomen in deze groep. Macbeth, dat gebaseerd was op een Schotse koning, werd ook aangemerkt als een tragedie en niet als historiestuk. De bron voor het grootste deel van deze historische stukken is de 2e editie van Raphael Holinsheds Chronicle of English history uit 1587. Shakespeare wijkt echter van die kronieken af al naargelang het hem uitkomt en concentreert zich meestal op een korte episode uit het leven van deze historische koningen.  

## Historiestukken
Henry IV, Part 1 - Henry IV, Part 2 - Henry V - Henry VI, Part 1 - Henry VI, Part 2 - Henry VI, Part 3 - Henry VIII - King John - Richard II - Richard III